# Municipio de Paddock (Minnesota)
El municipio de Paddock (en inglés: Paddock Township) es un municipio ubicado en el condado de Otter Tail en el estado estadounidense de Minnesota. En el año 2010 tenía una población de 346 habitantes y una densidad poblacional de 3,74 personas por km².

## Geografía
El municipio de Paddock se encuentra ubicado en las coordenadas 46°40′27″N 95°12′41″O / 46.67417, -95.21139. Según la Oficina del Censo de los Estados Unidos, cuenta con una superficie total de 92.51 km², de la cual 92,24 km² corresponden a tierra firme y (0,29 %) 0,27 km² es agua.

## Demografía
Según el censo de 2010, había 346 personas residiendo en el municipio de Paddock. La densidad de población era de 3,74 hab./km². De los 346 habitantes, el municipio de Paddock estaba compuesto por el 98,27 % blancos, el 0,58 % eran afroamericanos, el 0,29 % eran amerindios, el 0,29 % eran asiáticos y el 0,58 % eran de una mezcla de razas. Del total de la población el 0 % eran hispanos o latinos de cualquier raza.